# 马特尔·韦伯斯特
马特尔·韦伯斯特（英語：Martell Webster，1986年11月4日—），生于华盛顿州埃德蒙茲，美国职业篮球运动员，司职小前鋒、得分后卫。

## NBA生涯
在2005年NBA选秀中，韦伯斯特在第一轮第6顺位被波特兰开拓者队选中。他的朋友们给他起了个外号“The Definition”(定义)，原因是他的姓氏和世界著名的韦氏大字典一样。 韦伯斯特也是达拉斯小牛队球星贾森·特里的表弟。
2006年1月韦伯斯特被开拓者队下放到了美国国家篮球发展联盟的沃斯堡飞行队，2月重返开拓者，在2月24日对阵波士顿凯尔特人队时得到了自己生涯生涯最高的24分。韦伯斯特是一位非常纯粹的投手，快攻中擅长找到外线空位投球，但突破能力不强，
他是传统意义上最后一批NBA高中生球员，此后在2006年NBA选秀中联盟出台了新规定，禁止了高中生直接加盟NBA联盟，他的家在阿拉斯加州和美国的其他一些地方。

## 荣誉
- 2005年，被选为麦当劳高中生西部全明星阵容。
- 2005年，被选为乔丹级主队。
- 2004-05，赛季前被今日美国日报选为超级25位球员之一以及八大青年球员之一。
- 2004年，今日美国八大青年球员之一。
- 全国篮球训练营150位青年球员排名第一。